# Finale
 For alternative betydninger, se Finale (flertydig). (Se også artikler, som begynder med Finale)
En finale er en afslutning. I sport betegner det den/de sidste kamp(e).